# James Barclay (cónego)
James Barclay MA (falecido em 29 de dezembro de 1750) foi um cónego de Windsor de 1724 a 1750.

## Carreira
Barclay foi nomeado Reitor de West Ilsley, Berkshire em 1743.
Ele foi nomeado para a décima segunda bancada na Capela de São Jorge, Castelo de Windsor em 1724, e manteve a posição até 1750.